# ブライアン・マクブライド (実業家)
ブライアン・ジェームズ・マクブライド（Brian James McBride、1955年10月15日 - ）は、イギリス（スコットランド）の実業家。オンラインファッション小売業の「ASOS.com」の会長とトライアスロンやサイクリングの道具のネット販売事業を手掛ける企業「Wiggle Ltd」の会長。彼は過去にスラウに拠点を置く英国のAmazon.co.ukで社長を務めていた。

## 人物
彼は1955年にイギリスのグラスゴーで生まれた。カードナルドの「Our Lady of Lourdes」中等学校で教育をうけ、グラスゴー大学では経済史と政治で修士号を取得した。大学在学中には彼は学生自治会の会長だった。1977年にゼロックスに入社し、その後IBMやDellで勤務し、2003年から2005年まではマネージング・ディレクターとしてT-モバイルで勤務した。彼は2006年から2010年までスコットランドのサッカークラブセルティックFCの非常勤取締役を務めた。
彼はAO.com PLCの上級非常勤取締役やScottish Equity Partnersの相談役のほか、イギリス政府のデジタル諮問会議(イギリス国民に政府サービスをデジタルで届けるかじ取りを手助けするために2012年4月に創設)のメンバーとグラスゴー大学の大学評議会のメンバーも務めている。過去に彼はBBCとComputacenter PLCの非常勤取締役を務めたこともあり、英ファーウェイの顧問会議にも参画した。2016年にマクブライドはラザードの技術部門に重点を置いた財務助言事業のシニアアドバイザーに指名された。
彼は結婚して二人の子供がおり、サリーのキャンバリーに住み、テニスやゴルフをして余暇を過ごしている。